# Јарун
Јарун је загребачка четврт и језеро у Хрватској. Четврт је добила име по језеру у њој. Четврт Јарун налази се у југозападном делу општине Трешњевка, између потока Врапчака, обале реке Саве и насеља: Хорвати-Средњаци, Гајево, Врбани и Пречко на западу.
У саставу језера налази се веслачка стаза дужине два километра и два мања језера за купање и рекреацију (Велико језеро и Мало језеро). Око језера је асфалтиран пут дужине око 6 km. Језеро углавном посећују Загрепчани жељни разних облика рекреације (купање, трчање, вожња ролера, бициклизам...). Сем рекреативних активности, на Јаруну се редовно одржавају веслачке и једриличарске регате, такмичења у кајаку и кануу на мирним водама, пливачки маратони, атлетичарске и бициклистичке трке...
На обали језера саграђено је и неколико угоститељских објеката, који су део понуде загребачког ноћног живота.

## Историја
Јарун је раније било село. Оно је старо више од 250 година. Тада су у селу постојале само две улице: Јарун и Јарунска обала.
Осамдесетих година 20. века почиње нагла урбанизација Јаруна који постаје елитни загребачки кварт.